# Jai Ho
Jai Ho – utwór napisany przez A.R. Rahmana Gulzara Shaha i Tanvi Shah na potrzeby ścieżki dźwiękowej do filmu Slumdog. Milioner z ulicy z 2008. W utworze zaśpiewali Sukhwindar Sinh, Tanvi Shah i Mahalaszmi Ajjar.
Utwór zapewnił twórcom Oscara za najlepszą piosenkę oryginalną i nagrodę Grammy za najlepszą piosenkę napisaną do filmu lub telewizji.
Piosenka została wykorzystana w kampanii promocyjnej Indyjskiego Kongresu Narodowego przed wyborami parlamentarnymi w Indiach w 2009.
Również w 2009 własną wersję utworu nagrał amerykański girls band The Pussycat Dolls i wydał w formie singla jako „Jai Ho (You Are My Destiny)” na reedycji albumu studyjnego pt. Doll Domination z 2008.